# Stolephorus
Stolephorus è un genere di pesci della famiglia degli Engraulidae.

## Specie
Ci sono attualmente 20 specie riconosciute in questo genere:
- Stolephorus advenus Wongratana, 1987 (Falsa acciuga indiana)
- Stolephorus andhraensis Babu Rao, 1966 (Acciuga dell'Andhra)
- Stolephorus apiensis (D. S. Jordan & Seale, 1906) (Acciuga delle Samoa)
- Stolephorus baganensis Hardenberg, 1933
- Stolephorus brachycephalus Wongratana, 1983
- Stolephorus carpentariae (De Vis, 1882) (Acciuga del golfo di Carpentaria)
- Stolephorus chinensis (Günther, 1880) (Acciuga cinese)
- Stolephorus commersonnii Lacépède, 1803 (Acciuga di Commerson)
- Stolephorus dubiosus Wongratana, 1983 (Acciuga thailandese)
- Stolephorus holodon (Boulenger, 1900)
- Stolephorus indicus (van Hasselt, 1823) (Acciuga indiana)
- Stolephorus insularis Hardenberg, 1933 (Acciuga di Hardenberg)
- Stolephorus multibranchus Wongratana, 1987
- Stolephorus nelsoni Wongratana, 1987 (Acciuga di Nelson)
- Stolephorus pacificus W. J. Baldwin, 1984 (Acciuga del Pacifico)
- Stolephorus ronquilloi Wongratana, 1983 (Acciuga di Ronquillo)
- Stolephorus shantungensis (G. L. Li, 1978)
- Stolephorus teguhi Seishi Kimura, K. Hori & Shibukawa, 2009 (Acciuga di Sulawesi)
- Stolephorus tri (Bleeker, 1852) (Acciuga spinosa)
- Stolephorus waitei D. S. Jordan & Seale, 1926